# Edgefield (Norfolk)
Edgefield – wieś w Anglii, w hrabstwie Norfolk, w dystrykcie North Norfolk. Leży 30 km na północny zachód od Norwich i 174 km na północny wschód od Londynu.
W 2001 miejscowość liczyła 393 mieszkańców.